# Adelaide 36ers
O Adelaide 36ers (também conhecido como Sixers) é uma uma equipe profissional de basquetebol masculino australiano que disputa a National Basketball League (NBL). Os 36ers além de ser a única franquia representando a Austrália Meridional, estado no qual o clube estabeleceu-se em sua capital, Adelaide. Em sua fundação originalmente o clube era conhecido como Adelaide City Eagles quando ingressou na NBL em 1982, mas assumiu a atual nomenclatura de 36ers, já no ano seguinte. A alcunha 36ers faz referência a data da criação da colônia da Austrália Meridional em 28 de dezembro de 1836. Atualmente mandam seus jogos na Titanium Security Arena no subúrbio de Findon, conhecida na NBL como "Quadra Brett Maher" .
Durante seus anos de disputa na NBL, suas conquistas estão igualadas com o Melbourne United e o New Zealand Breakers, todos em segundo lugar seguindo o líder Perth Wildcats como maiores campeões da história da NBL.